# 中国共产党河南省纪律检查委员会
中国共产党河南省纪律检查委员会，简称中共河南省纪委，是中国共产党的省级纪律检查机关，与河南省监察委员会合署办公。